# Carl Skoda
Carl Ludwig Skoda, auch Karl Skoda, (* 1. Jänner 1884 in Wien; † 28. Oktober 1918 ebenda) war ein österreichischer Hofschauspieler.

## Leben

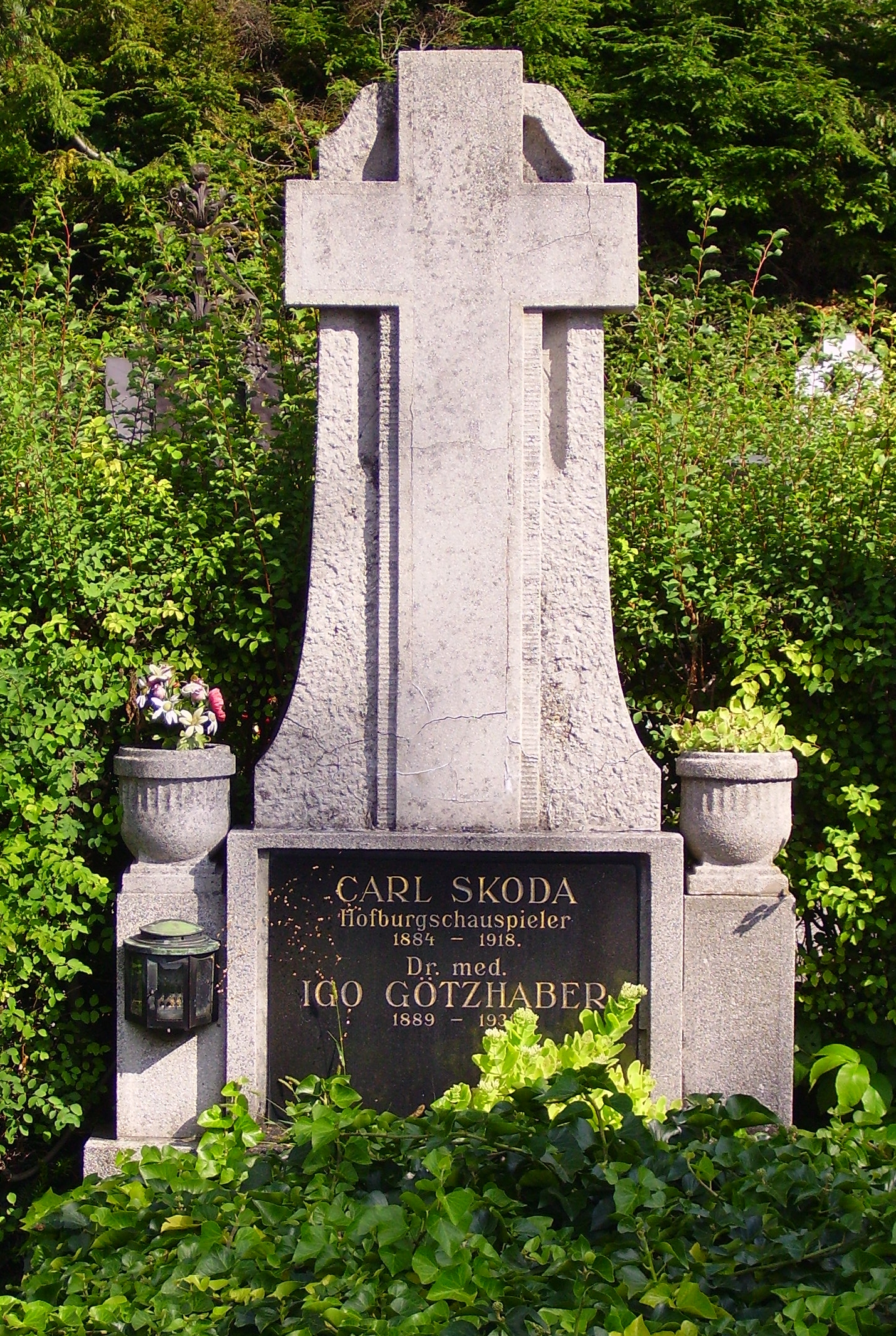
Grabstätte auf dem Döblinger Friedhof

Skoda, gebürtiger Wiener, hatte unter anderem Theaterengagements in München, so in der Spielzeit 1907/1908 am Staatstheater am Gärtnerplatz, und am Lobe-Theater in Breslau.
Skoda spielte im Verlaufe seiner Karriere hauptsächlich das Rollenfach des „jugendlichen Helden und Liebhabers“. Zu seinen Bühnenrollen gehörten u. a. Sigismund in Das Leben ein Traum und Claudio in Viel Lärm um nichts. In der Spielzeit 1911/12 gastierte er am Alten Stadttheater Klagenfurt als Mortimer in Maria Stuart. 1913 wurde er, aus Breslau kommend, von Hugo Thimig an das Wiener Hofburgtheater, das spätere Burgtheater, engagiert. Er war dort im Rollenfach des „Ersten Helden“ bis zu seinem Tod 1918 fest engagiert. Er war ein Onkel des Burgtheaterschauspielers Albin Skoda.
Carl Skoda starb am 28. Oktober 1918 im Alter von 34 Jahren nach kurzer Krankheit an den Folgen einer Grippe. Kurz vor seinem Tode heiratete er in einer Nottrauung die Hofschauspielerin Aurelia Jaul aus Dresden; er hatte Jaul 1912 während ihres Gastspiels am Wiener Burgtheater kennengelernt. Er wurde auf dem Döblinger Friedhof
(Gruppe 4, Reihe 1, Nummer 5) in Wien beigesetzt.